# Raichu
Raichu (japanski: ライチュウ Raichū) jedan je od 1025 fiktivnih vrsta Pokémona iz medijske franšize Pokémon, skupa Pokémon videoigara, animiranih serija, manga stripova, knjiga, igraćih karata i drugih medija kojima je tvorac Satoshi Tajiri. Svrha je Raichua u videoigrama, animiranoj seriji i manga stripovima, kao i svrha ostalih Pokémona, borba s divljim Pokémonima – neukroćenim stvorenjima koje igrači i likovi pronalaze dok kreću na razne avanture – i pripitomljenim Pokémonima drugih Pokémon trenera.

## Etimologijaimena
Ime Raichu kombinacija je japanskih riječi "rai" = grom, odnoseći se na njegov Električni tip, i "chūchū", japanske onomatopeje mišjeg cičanja. Raichuovo je ime također vjerojatno povezano s Raijūom, demonom iz japanske mitologije. 

## Pokédex podaci
- Pokémon Red/Blue: Njegov dugi rep koristi kao uzemljenje kako bi se zaštitio od vlastite struje visokog napona.
- Pokémon Yellow: Kada se u njegovom tijelu nagomila elektricitet, postaje živahan i borben. Također sjaji u mraku.
- Pokémon Gold: Kada nakupi previše elektriciteta, njegovi mišići bivaju stimulirani te postaje agresivniji nego inače.
- Pokémon Silver: Ako se jastučići na njegovim obrazima u potpunosti napune, oba uha naglo se uzdignu.
- Pokémon Crystal: Ako se jastučići na njegovim obrazima isprazne, podiže svoj rep kako bi nakupio elektricitet iz atmosfere.
- Pokémon Ruby/Sapphire: Ako se električni jastučići na obrazima postanu prenabijeni elektricitetom, Raichu usađuje svoj rep u zemlju i prazni elektricitet. Uokolo gnijezda ovog Pokémona moguće je pronaći spaljene dijelove tla.
- Pokémon Emerald: Ako nakupi previše elektriciteta u tijelu, postaje agresivan. Kako bi to izbjegao, redovito se smiruje usađujući rep u tlo i prazneći elektricitet.
- Pokémon FireRed: Njegova električna nabijenost može dosegnuti i do 100 000 volta. Neoprezan dodir može onesvijestiti i indijskog slona.
- Pokémon LeafGreen: Njegov dugi rep koristi kao uzemljenje kako bi se zaštitio od vlastite struje visokog napona.
- Pokémon Diamond: Postaje agresivan ako sakupi previše elektriciteta u tijelu. Prazni napon kroz svoj drugi rep.
- Pokémon Pearl: Sposoban je ispustiti izboje elektriciteta i do 100 000 volta, trenutno onesposobljavajući svoje protivnike.

## U videoigrama
U divljini, Raichua je moguće pronaći samo u igri Pokémon Blue u Elektrani i Nepoznatoj pećini. Raichua je također moguće dobiti razvijanjem Pikachua korištenjem Gromovitog kamena u svim Pokémon RPG igrama izuzev Pokémon Yellow igre. U navedenoj igri, jedini dostupni početni Pokémon jest Pikachu, koji odbija razviti se Gromovitim kamenom, prateći stil Pikachua Asha Ketchuma koji se također odbija razviti (bilo koji drugi Pikachu dobiven kroz razmjenu može se razviti). 

## Tehnike
| Prirodne tehnike             | Prirodne tehnike | Prirodne tehnike |
| ---------------------------- | ---------------- | ---------------- |
| Tehnika                      | Vrsta tehnike    | Razina           |
| Gromoviti šok (Thundershock) | Električni       |                  |
| Zamah repom (Tail Whip)      | Normalni         |                  |
| Brzi napad (Quick Attack)    | Normalni         |                  |
| Udar groma (Tunderbolt)      | Električni       |                  |

## Statistike
| HP:      | 60  |  |
| Attack:  | 90  |  |
| Defense: | 55  |  |
| Special: | 90  |  |
| SpAtk:   | 90  |  |
| SpDef:   | 80  |  |
| Speed:   | 100 |  |

Statistika Special korištena je samo tijekom prve generacije; kasnije je podijeljenja na Special Attack i Special Defense statistike.

## U animiranoj seriji
Raichu se imao brojna pojavljivanja u Pokémon animiranoj seriji, obično kao Pokémon koji je pripadao treneru kojeg bi Ash i ostali upoznali tijekom te epizode. U takvim pojavljivanjima on obično surađuje s Ashovim Pikachuom i Tim Raketa obično otme oboje. Pojavljuje se i u kratkometražnom filmu Pikachu Vacation gdje Ashovi, Brockovi i Mistyini Pokémoni odlaze na dnevnu skrb. Nailaze na Snubbulla, Marilla, Cubonea i Raichua, koji ih maltretiraju neko vrijeme, a zatim se s njima sprijatelje.
Raichuovo veće pojavljivanje bilo je u Ashovoj borbi protiv Poručnika Surgea, Vođe dvorane grada Vermiliona, gdje je bio njegov primarni Pokémon. Ashov je Pikachu u prvoj borbi bio pobijeđen od strane Surgeova Raichua, i dobio je mogućnost da se razvije u Raichua kako bi osnažio i imao šanse protiv Raichua. Doduše, Pikachu je odbio tu mogućnost, ustrajan u tome da pobijedi Surgeova Raichua na svoj način. Raichuov razvijeni status okrenuo se kasnije protiv njega samog; Poručnik Surge razvio ga je prerano i Raichu nikada nije dobio priliku naučiti Okretnost (Agility) i druge napad vezane uz brzinu. Pikachu je iskoristio te napade protiv Raichua, koji je kasnije postao bespomoćan nakon što je otpustio sav svoj naboj.